# Ostsibirisches Bergland

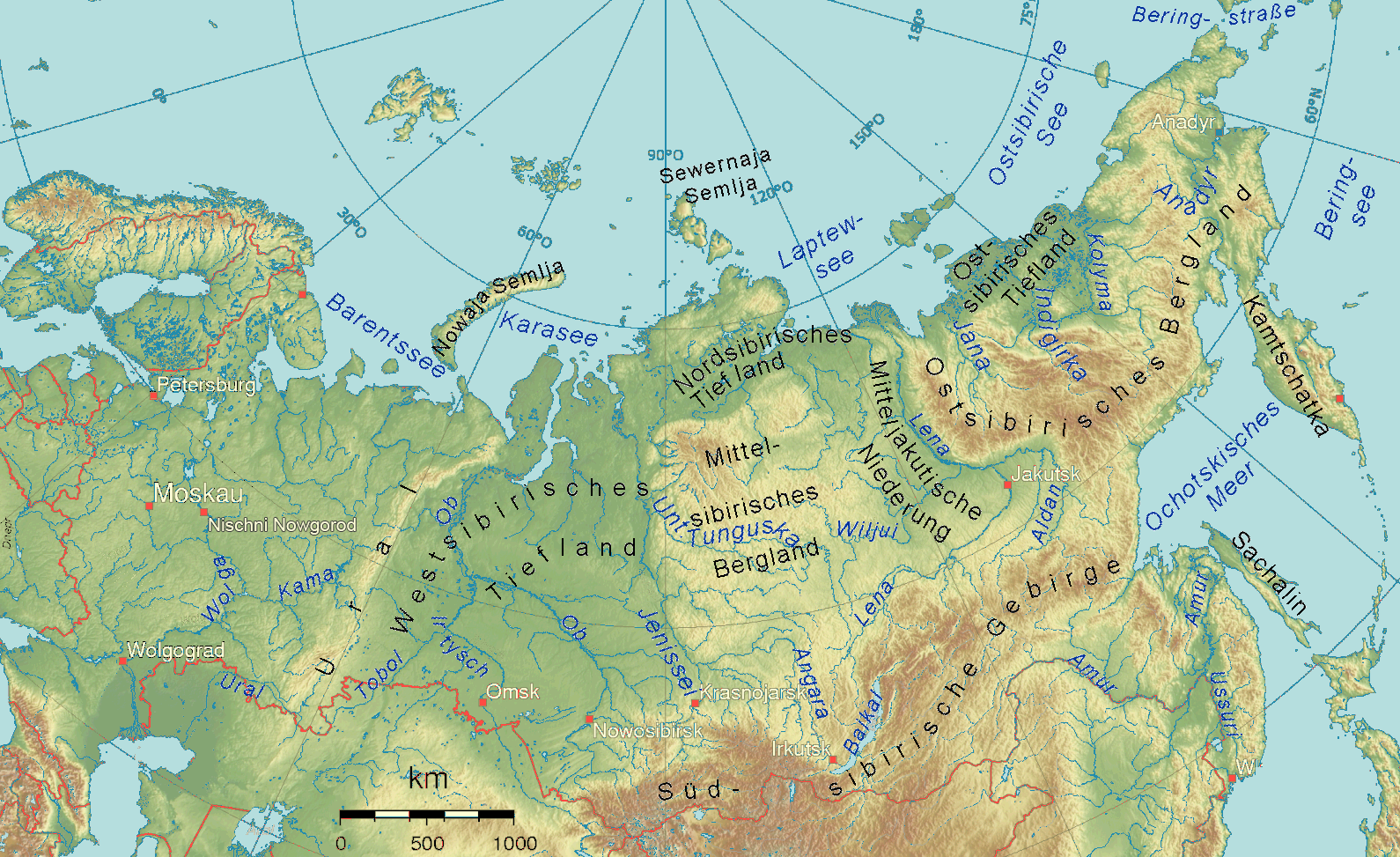
Großlandschaften und wichtigste Flüsse Sibiriens

Das Ostsibirische Bergland (russisch Восточно-Сибирское нагорье) ist eine der acht Russischen Großlandschaften von Sibirien. Es ist Teil der Großregion Russisch-Fernost im Nordosten Asiens.
Der höchste Gipfel des Ostsibirischen Berglandes ist die 3003 m hohe Pobeda im Tscherskigebirge.

## Geographische Lage
Innerhalb Nordost-Russlands, das sich zwischen dem Nordpolarmeer und dem Pazifischen Ozean sowie deren Randmeeren Laptewsee, Ostsibirischer See, Tschuktschensee, Beringmeer und Ochotskischem Meer befindet, liegt das Ostsibirische Bergland auf dem weitläufigen und landschaftlich stark gegliederten Ost- und Nordostteil des asiatischen Kontinents.
Es umfasst im Wesentlichen mehrere eigenständige Hochgebirge, die sich von Westen betrachtet von der Mitteljakutischen Niederung mit dem weitläufigen Tal der Lena über etwa 2.700 km bis zum Kap Deschnjow erstrecken. Im Norden stößt es an das u- bzw. v-förmig in das Ostsibirische Bergland hineinreichende Ostsibirische Tiefland. Im Südwesten geht es nahtlos in die Südsibirischen Gebirge über.

### Name
Weil das Ostsibirische Bergland im Osten und Nordosten über die eigentlichen Grenzen von Sibirien hinaus reicht, müsste es eigentlich Nordostasiatisches oder Nordostrussisches Bergland heißen.

### Gebirge

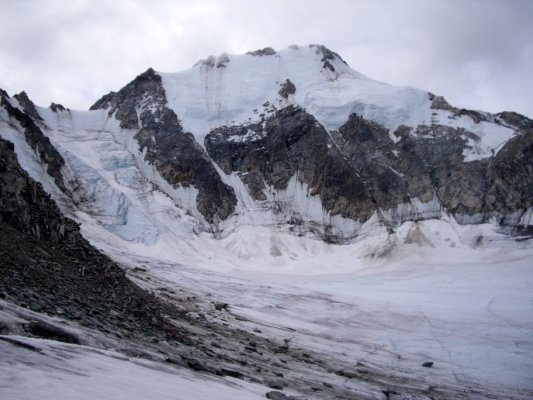
Die Pobeda, höchster Gipfel des Tscherskigebirges

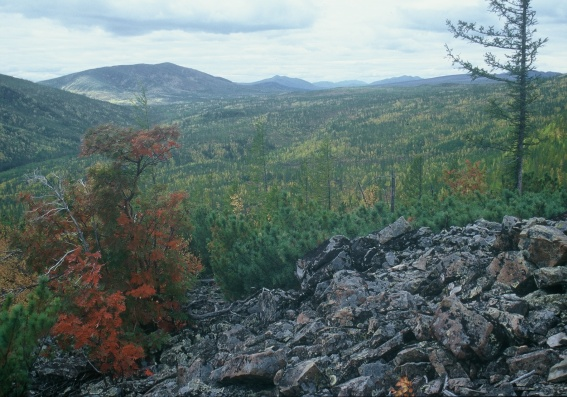
Im Südwesten des Werchojansker Gebirges

Zu den Gebirgen des Ostsibirischen Berglands gehören (von West nach Ost):
- Werchojansker Gebirge
- Kulargebirge
- Ulachan-Sis (Jana-Indigirka-Tiefland)
- Kjundjuljun-Gebirge
- Hochland von Oimjakon
- Suntar-Chajata-Gebirge
- Tscherskigebirge
- Sette Daban
- Dschugdschurgebirge
- Momagebirge
- Jukagirenplateau
- Kolymagebirge
- Anjuigebirge
- Korjakengebirge
- Anadyr-Plateau
- Anadyrgebirge
- Hochland von Tschukotka

Ferner können dazu gezählt werden, obgleich sie eher im Ostsibirischen Tiefland liegen:
- Ulachan-Sis (Kolymatiefland)
- Kondakow-Plateau
- Alaseja-Plateau

### Flüsse

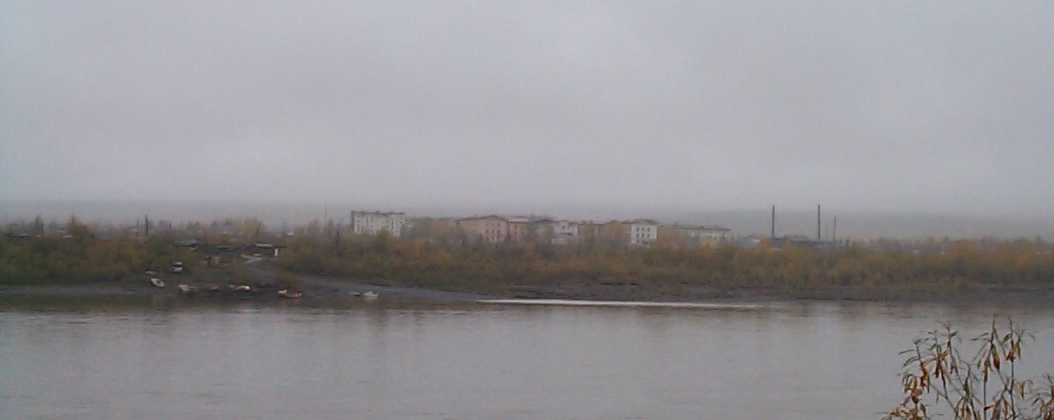
Kolyma bei Debin

Innerhalb des Ostsibirischen Berglands entspringen unter anderen diese Flüsse (West-Ost-Richtung): 
- Jana
- Indigirka
- Kolyma
- Anadyr
- Omolon

### Orte
Das Ostsibirische Bergland ist nur wenig besiedelt, Großstädte gibt es außer Jakutsk nicht. An der weit entfernten Pazifikküste liegt die Großstadt Magadan am Ochotskischen Meer.